# 因岑霍夫
因岑霍夫是奥地利布尔根兰州居辛县的一个市镇。总面积5.97平方公里，总人口336人，人口密度56.3人/平方公里（2001年）。